# Колон (провинция)
Вижте пояснителната страница за други значения на Колон.
Колон (на испански: Colón) е една от 10-те провинции на централноамериканската държава Панама. Намира се в северната част на страната. Площта ѝ е 4575 квадратни километра и има население от 298 344 души (по изчисления за юли 2020 г.). Столицата ѝ е едноименният град Колон.